# Gepepiris
Gepepiris (grec antic: Γηπαιπυρεως) va ser una princesa odrísia de Tràcia i reina del Bòsfor.
Era filla de Cotis III rei de Tràcia i d'Antònia Trifena, reina del Pont. Es va casar amb Aspurge rei del Bòsfor, que va regnar des d'abans de l'any 10 fins potser l'any 37. Gepepiris va regnar des del 37/38 fins al 39 aproximadament, i va assumir la regència en nom del seu fill, encara menor, Claudi Mitridates II.
Poc després Calígula va donar el regne a Polemó II per unificar el Regne del Pont i el Regne del Bòsfor, però la població es va revoltar i va donar el tron a Claudi Mitridates II, confirmat en el càrrec per l'emperador Claudi l'any 41 quan ja era major d'edat. Polemó va rebre Cilícia en compensació.
Gepepiris va tenir amb Aspurge dos fills: Mitridates II del Bòsfor i Cotis I del Bòsfor.